# Puerto Ricos damlandslag i volleyboll
Puerto Ricos damlandslag i volleyboll representerar Puerto Rico i volleyboll på damsidan. Laget tillhör de bättre i Nordamerika, även om det inte har vunnit något internationellt mästerskap. Det deltog vid OS 2016 och har deltagit vid flera VM. De har också deltagit i nordamerikanska mästerskapet (där de kom tvåa  2009 och 2021), panamerikanska spelen, panamerikanska cupen och centralamerikanska och karibiska spelen vid åtskilliga tillfällen. 

### Fotnoter
1. ↑  ”Women 1969 Volleyball I Norceca Championship 1969 Mexico City (MEX) 02-08.08 - Winner Mexico” (på engelska). http://www.todor66.com/volleyball/Norceca/Women_1969.html. Läst 19 mars 2023.
2. ↑  ”Women 1989 Volleyball NORCECA Championship 1989 San Juan (PUR) - 08-15.07 Winner Cuba” (på engelska). http://www.todor66.com/volleyball/Norceca/Women_1989.html. Läst 19 mars 2023.
3. ↑  ”Women's World Championship 2002 - Final Standings” (på engelska). Fédération Internationale de Volleyball. http://www.fivb.org/En/Volleyball/Competitions/WorldChampionships/Women/2002/Standings/Final_Standings.asp. Läst 2 mars 2023.
4. ↑  ”IV Women’s Pan-AmericanVolleyball Cup 2005” (på engelska). North, Central America and Caribbean Volleyball Confederation. https://www.norceca.net/IV%20Copa%202005%20Calendar.htm. Läst 19 mars 2023.
5. ↑  ”2005 NORCECA Women’s Continental Championship” (på engelska). North, Central America and Caribbean Volleyball Confederation. https://www.norceca.net/Tournament,%20NORCECA-CONT.CHAMP-TTO2005.htm. Läst 11 mars 2023.
6. ↑  ”Puerto Rico blanked Peru and finished fifth” (på engelska). North, Central America and Caribbean Volleyball Confederation. https://norceca.net/jUL.6-2006-Puerto%20Rico%20blanked%20Peru%20and%20finished%20fifth.htm. Läst 30 juni 2024.
7. ↑  ”FIVB Women's World Championship Japan 2006 - Final standings” (på engelska). Fédération Internationale de Volleyball. http://www.fivb.org/EN/volleyball/competitions/WorldChampionships/women/2006/Standings/Finals.asp. Läst 2 mars 2023.
8. ↑  ”VI Women´s Volleyball Pan-American Cup” (på engelska). North, Central America and Caribbean Volleyball Confederation. https://norceca.net/VI%20Women%C2%B4s%20Volleyball%20Pan-American%20Cup.htm. Läst 19 mars 2023.
9. ↑  ”Results Book” (på engelska). Brasiliens olympiska kommitté. sid. 3066. https://web.archive.org/web/20120704200834if_/http://www.cob.org.br/sobre_cob/relatorios_pan/pan_american_games_rio2007.pdf. Läst 28 juni 2024.
10. ↑  ”2007 NORCECA Women’s Continental Championship” (på engelska). North, Central America and Caribbean Volleyball Confederation. https://www.norceca.net/2007_Calendar_%20NORCECA%20Women%E2%80%99s%20Continental%20Championship.htm. Läst 11 mars 2023.
11. ↑  ”2008 Calendar VII Panam Cup” (på engelska). North, Central America and Caribbean Volleyball Confederation. https://www.norceca.net/2008_Calendar_%20VII%20Women%20Panam_Cup.htm.
12. ↑  ”VIII Pan-American Women’s Volleyball Cup 2009” (på engelska). North, Central America and Caribbean Volleyball Confederation. https://www.norceca.net/2009_Calendar_%20VIII%20Pan-American%20Women%E2%80%99s%20Volleyball%20Cup%202009.htm. Läst 16 mars 2023.
13. ↑  ”2009_Calendar_XXI NORCECA Women Volleyball Championship” (på engelska). North, Central America and Caribbean Volleyball Confederation. https://www.norceca.net/Norceca_21_09/2009_Calendar_XXI%20NORCECA%20Women%20Volleyball%20Championship.htm. Läst 11 mars 2023.
14. ↑  ”Calendar 2010 - IX Womens Volleyball Cup” (på engelska). North, Central America and Caribbean Volleyball Confederation. https://www.norceca.net/2010%20Events/IX%20Copa%20Panamericana%20Femenina/Calendar_2010_2010_%20IX%20Womens%20Volleyball%20Cup_ok.htm. Läst 15 mars 2023.
15. ↑  ”2010 FIVB Women's World Championship  -  Japan” (på engelska). Fédération Internationale de Volleyball. http://www.fivb.org/EN/Volleyball/Competitions/WorldChampionships/2010/Women/FinalStanding.asp?Tourn=MWCH2010. Läst 2 mars 2023.
16. ↑  ”2011 Calendar X Pan American Women's Cup” (på engelska). North, Central America and Caribbean Volleyball Confederation. https://www.norceca.net/2011%20Events/X%20Pan%20American%20Women%E2%80%99s%20Volleyball%20Cup/2011%20Calendar%20X%20Pan%20American%20Women%C2%B4s%20Cup.htm. Läst 15 mars 2023.
17. ↑  ”Bethania De la Cruz was selected the MVP” (på engelska). North, Central America and Caribbean Volleyball Confederation. https://www.norceca.net/Sept%2017%202011_Bethania%20De%20la%20Cruz%20was%20selected%20the%20MVP.htm. Läst 11 mars 2023.
18. ↑  ”FIVB Volleyball World Grand Prix 2012” (på engelska). Fédération Internationale de Volleyball. http://www.fivb.org/EN/volleyball/competitions/WorldGrandPrix/2012/FinalStanding.asp. Läst 18 mars 2024.
19. ↑  ”Calendar 2012 XI Women's Pan American Cup” (på engelska). North, Central America and Caribbean Volleyball Confederation. https://www.norceca.net/2012%20Events/2012%20XI%20Women's%20Pan%20American%20Cup/Calendar%202012%20XI%20Women's%20Pan%20American%20Cup.htm. Läst 15 mars 2023.
20. ↑  ”Calendar 2013 XXI Women's Pan American Cup” (på engelska). North, Central America and Caribbean Volleyball Confederation. https://www.norceca.net/2013%20Events/XII%20Women%20Pan-Cup%202013/Calendar%202013%20XXI%20Women's%20Pan%20American%20Cup_peru.htm. Läst 15 mars 2023.
21. ↑  ”FIVB Volleyball World Grand Prix 2013  -  Final standing” (på engelska). Fédération Internationale de Volleyball. http://www.fivb.org/EN/volleyball/competitions/WorldGrandPrix/2013/finalstanding.asp. Läst 18 mars 2024.
22. ↑  ”United States Wins NORCECA Gold” (på engelska). North, Central America and Caribbean Volleyball Confederation. https://www.norceca.net/United%20States%20Wins%20NORCECA%20Gold.htm. Läst 11 mars 2023.
23. ↑  ”Calendar 2014 Women's Pan American Cup” (på engelska). North, Central America and Caribbean Volleyball Confederation. https://www.norceca.net/2014%20Events/Women%20Panacup%202014/Calendar%202014%20Women's%20Pan%20American%20Cup.htm. Läst 14 mars 2023.
24. ↑  ”FIVB Volleyball World Grand Prix 2014 -  Final standing - Group 2” (på engelska). Fédération Internationale de Volleyball. http://www.fivb.org/EN/volleyball/competitions/WorldGrandPrix/2014/FinalStanding2.asp. Läst 29 juni 2024.
25. ↑  ”FIVB Volleyball Women's World Championship Italy 2014” (på engelska). Fédération Internationale de Volleyball. http://italy2014.fivb.org/en. Läst 2 mars 2023.
26. ↑  ”Calendar 2015 XIV Women's Pan American Cup” (på engelska). North, Central America and Caribbean Volleyball Confederation. https://www.norceca.net/2015%20Events/2015%20XIV%20Senior%20Women%E2%80%99s%20Pan%20American%20Cup/Calendar%202015%20XIV%20Women's%20Pan%20American%20Cup.htm. Läst 14 mars 2023.
27. ↑  ”Tournament Standing - FIVB World Grand Prix 2015” (på engelska). Fédération Internationale de Volleyball. http://worldgrandprix.2015.fivb.com/en/finals-2/competition/final-standing. Läst 16 januari 2024.
28. ↑  ”Puerto Rico wins NORCECA Bronze over Canada” (på engelska). North, Central America and Caribbean Volleyball Confederation. https://www.norceca.net/Puerto%20Rico%20wins%20NORCECA%20Bronze%20over%20Canada.htm. Läst 11 mars 2023.
29. ↑  ”FIVB World Grand Prix 2016” (på engelska). Fédération Internationale de Volleyball. http://worldgrandprix.2016.fivb.com/en. Läst 7 mars 2023.
30. ↑  ”Calendar 2016 Women's Pan American Cup” (på engelska). North, Central America and Caribbean Volleyball Confederation. https://www.norceca.net/2016%20Events/Women%20PanAm%20Cup%20DOM%202016/Calendar%20P2-P3/Calendar%202016%20Women's%20Pan%20American%20Cup.htm.
31. ↑  ”Olympedia”. https://www.olympedia.org/results/396246.
32. ↑  ”CalendarXVI Women Panamerican Cup 2017” (på engelska). North, Central America and Caribbean Volleyball Confederation. https://www.norceca.net/2017%20Events/XVI%20Womens_PanAm%20Cup_%20PERU/P-2-3/CalendarXVI%20Women%20Panamerican%20Cup%202017.htm. Läst 14 mars 2023.
33. ↑  ”FIVB World Grand Prix 2017” (på engelska). Fédération Internationale de Volleyball. http://worldgrandprix.2017.fivb.com/en. Läst 7 mars 2023.
34. ↑  ”Women's Final Standing” (på engelska). Fédération Internationale de Volleyball. 16 maj 2019. https://web.archive.org/web/20190516075058/http://challengercup.volleyball.world/en/women/finalstanding. Läst 11 maj 2023.
35. ↑  ”XVII Women’s Pan American Cup 2018, Santo Domingo” (på engelska). North, Central America and Caribbean Volleyball Confederation. https://www.norceca.net/2018%20Events/XVII%20Women%20PanCup-2018/Calendar-P-2-3/Bulletins/Summary%20of%20Stats-WPANC18.pdf. Läst 14 mars 2023.
36. ↑  ”Final standing” (på engelska). Fédération Internationale de Volleyball. http://japan2018.fivb.com/en/results-and-ranking/final-standing. Läst 18 oktober 2022.
37. ↑  ”XVIII Women’s Pan American Cup 2019, Chiclayo & Trujillo, Peru” (på engelska). North, Central America and Caribbean Volleyball Confederation. https://www.norceca.net/2019%20Events/XVIII%20Women%20Pan-American%20Cup/Bulletins/Summary%20of%20Stats-WPANC19.pdf. Läst 14 mars 2023.
38. ↑  ”Summary of Stats WNOCONTC19.pdf” (på engelska). North, Central America and Caribbean Volleyball Confederation. https://www.norceca.net/2019%20Events/NORCECA%20Senior%20Women%20Cont/BULLETINS/Summary%20of%20Stats%20WNOCONTC19.pdf. Läst 11 mars 2023.
39. ↑  volleyballworld.com. ”Volleyball Challenger Cup 2022 - Women's standings” (på engelska). https://en.volleyballworld.com/volleyball/competitions/challenger-cup-2022/standings/women/#round-f. Läst 20 maj 2023.
40. ↑  ”2022 Women’s Pan American Cup in Hermosillo, Mexico” (på engelska). North, Central America and Caribbean Volleyball Confederation. https://www.norceca.net/2022%20Events/XIX%20Women%20Pan-American%20Cup/Bulletins%20WSPAN22/Stats-WSPAN22.pdf. Läst 14 mars 2023.
41. ↑  ”Final standings” (på engelska). Fédération Internationale de Volleyball. https://en.volleyballworld.com/volleyball/competitions/women-worldchampionship-2022/standings/#round-f. Läst 15 oktober 2022.
42. ↑  ”JCA-San Salvador 2023” (på engelska). North, Central America and Caribbean Volleyball Confederation. https://norceca.net/2023%20Events/Central%20American%20Games%202023/Women/JCA-Women-San%20Salvador%202023.htm. Läst 25 juli 2023.
43. ↑  ”XX Women Pan American Cup” (på engelska). North, Central America and Caribbean Volleyball Confederation. https://norceca.net/2023%20Events/XX%20Norceca%20Senior%20Women%20Pan%20American%20Cup/XX%20Women%20Pan%20American%20Cup.htm. Läst 24 februari 2024.
44. ↑  ”NORCECA Women Continental Championsip” (på engelska). North, Central America and Caribbean Volleyball Confederation. https://norceca.net/2023%20Events/Senior%20Women%20Continental%20Championship/Women%20NORCECA%20WNOR2023.htm. Läst 15 oktober 2023.
45. ↑  ”Women NORCECA Final Four 2024” (på engelska). North, Central America and Caribbean Volleyball Confederation. https://norceca.net/2024%20Events/Final%20Fours/Women%20Final%20Four%20%202024/Women%20NORCECA%20Final%20Four%202024.htm. Läst 9 november 2024.
46. ↑  volleyballworld.com. ”Volleyball Challenger Cup 2024 - Women's standings” (på engelska). https://en.volleyballworld.com/volleyball/competitions/challenger-cup/standings/women/. Läst 3 januari 2025.
47. ↑  https://norceca.net/2024%20Events/Pan-Americans%20Cups/Women%20PanAmerican%20Cup%202024/XXI%20Women%20Pan%20American%20Cup%202024.htm